# Le Grand Livre
The Doomsday Book
Pour les articles homonymes, voir Livre.
Le Grand Livre (titre original : The Doomsday Book) est un roman de science-fiction de Connie Willis publié en 1992. Il reçoit le prix Nebula du meilleur roman la même année, puis le prix Hugo du meilleur roman et le prix Locus du meilleur roman de science-fiction l'année suivante. 
Ce roman est le premier d'une série mettant en scène des historiens de l'Université d'Oxford voyageant dans le temps. Il sera suivi de Sans parler du chien (To Say Nothing of the Dog, 1998) et du diptyque Blitz composé des romans Black-out (Blackout, 2010) et All Clear (All Clear, 2010).
Le roman entremêle deux intrigues qui se déroulent toutes deux à la période calendaire de Noël : la première avec le transfert d'une jeune historienne au Moyen Âge par une équipe de professeurs de l'Université d'Oxford et les aventures de la jeune femme concernant cette expédition ; la seconde avec les péripéties liées à un virus qui, en 2054, décime la population britannique. Les chapitres alternent dès lors, d'une part les scènes médiévales et les rapports de l'historienne, et d'autre part la vie à Oxford en 2054-2055 avec des protagonistes qui doivent faire face à une pandémie.

## Titre du roman
Le titre original, Doomsday Book (qui signifie littéralement Livre du Jugement dernier), renvoie dans un anglais modernisé au Domesday Book, registre cadastral commandé par Guillaume le Conquérant à la fin du XIe siècle en Angleterre. La notion de Jugement dernier, d'Apocalypse ou de Fin du monde nourrit directement les deux intrigues mêlées du récit. La traduction française fait disparaître cette notion.

## Personnages principaux
- 2054
  - M. Gilchrist : directeur du laboratoire de recherche.
  - James Dunworthy : historien, chargé des questions pratiques du voyage temporel.
  - Badri Chaudhuri : technicien chargé de la machine à voyager dans le temps.
  - Docteur Mary Ahrens : médecin de l'université.
  - M. Basingame : recteur de la faculté d'histoire.
  - Colin Templer : adolescent, petit-neveu du docteur Ahrens.
  - William Meager et sa mère Mme Meager.

- XIVe siècle
  - Kivrin Engle : historienne du XXIe siècle envoyée au XIVe siècle, environ 25 ans.
  - Dame Imeyne : mère de sir Guillaume (seigneur local), environ 45 ans.
  - Sir Guillaume : seigneur local, environ 30 ans.
  - Dame Eliwys : épouse de sir Guillaume, environ 30 ans.
  - Rosemonde : fille ainée de sir Guillaume et de dame Eliwys, 12 ans.
  - Agnès : fille cadette de sir Guillaume et de dame Eliwys, 5 ans.
  - Messire Bloët : futur époux de Rosemonde, environ 40 ans.
  - Dame Yvolde : sœur de messire Bloët, âge inconnu.
  - Père Roche : curé de la paroisse dont sir Guillaume est le seigneur, âge inconnu.
  - Gawyn : employé de sir Guillaume et de dame Eliwys, âge inconnu.
  - Maisry : employée de sir Guillaume et de dame Eliwys, âge inconnu.
  - Blacky : chiot d'Agnès.

## Résumé
Le roman, composé de 36 chapitres, est structuré en trois parties distinctes et de tailles différentes. Chacune des parties entremêle deux intrigues qui se déroulent aux XIVe et XXIe siècles.

### Première partie
Chapitres 1 à 9.
- Oxford, 2054

Les chercheurs de la faculté d'histoire de l'université d'Oxford se préparent à faire voyager dans le temps une jeune historienne, Kivrin Engle. Les préparatifs sont longuement décrits : la puce électronique sous-cutanée qui lui servira d'interprète-dictionnaire avec les autochtones du XIVe siècle, la préparation de l’aspect de Kivrin, les objets qu'elle emportera avec elle et ses vêtements, le microphone qui servira à enregistrer ses rapports. La jeune femme a travaillé en profondeur l'histoire de l'Angleterre de cette période lointaine ainsi que les mœurs de ses habitants. Elle sait qu'elle risque d'être blessée, violée, voire tuée, et a conscience qu'il existe un risque pour qu'elle soit dans l'incapacité de revenir à son époque. Elle est en excellente condition physique et a été vaccinée contre une quinzaine de maladies graves.
Les chercheurs ont décidé de l'envoyer en 1320, en une époque relativement sereine et prospère. Elle se matérialisera en Oxfordshire près du village de Skendgate, sur la route Oxford-Bath, et se présentera sous l'identité d'une jeune noble (« Isabel de Beauvrier ») dont les domestiques se sont enfuis après que le convoi eut été attaqué par des brigands. Le voyage devrait durer deux semaines et le saut temporel aura lieu peu avant Noël. Une porte temporelle sera ouverte, que Kivrin empruntera. Elle sera rouverte deux semaines après, au même endroit, à charge pour Kivrin d'être là au rendez-vous.
Kivrin passe le portique temporel le 22 décembre 2054 et se retrouve donc en 1320. Quelques minutes après son départ, le technicien qui a supervisé le saut temporel tombe inanimé sur le sol, victime d'une syncope. Il a juste le temps d'alerter ses compagnons qu'il y a eu quelque chose d'anormal lors du saut. Il est emmené à l'hôpital : il est victime d'un virus inconnu qui frappe des milliers de gens sur le planète.
- Aventures de Kivrin, XIVe siècle

Se matérialisant, Kivrin suit le protocole prévu. Elle reste allongée, en apparence inanimée, puis se lève et repère les environs. Elle n'est pas sur la route Oxford-Bath ; elle souffre du décalage temporel et du froid. Peu après, elle sombre en léthargie. Plus tard, elle voit à travers ses yeux mi-clos qu'un homme est près d'elle. Elle ignore s'il est animé de bonnes ou de mauvaises intentions. Totalement engourdie, elle ne peut pas lutter quand l'homme la met sur son épaule et l'emmène vers une destination inconnue.
Lorsqu'elle se réveille, elle est allongée sur un lit. Elle entend des voix qu'elle ne comprend pas. Quand elle essaie de communiquer avec ses hôtes elle se rend compte qu'ils ne la comprennent pas non plus : le traducteur automatique est en panne ! Elle suppose que l'homme qui l'a emmenée est un bandit et elle a peur de lui. Néanmoins elle parvient à communiquer avec lui en utilisant la langue latine : ce n’est pas un bandit mais un prêtre.

### Deuxième partie
Chapitres 10 à 23.
- Oxford, 2054

- Aventures de Kivrin

### Troisième partie
Chapitres 24 à 36.
- Oxford, 2054

- Aventures de Kivrin

- Dénouement (chapitres 33 à 36)

## Récompenses
- Prix Nebula du meilleur roman 1992
- Prix Hugo du meilleur roman 1993
- Prix Locus du meilleur roman 1993
- Prix Kurd-Laßwitz du meilleur roman étranger 1994